# Liste des partis politiques au Venezuela
Historiquement, le Venezuela a connu un système politique multipartite, avec un fort émiettement politique et la formation fréquente de gouvernements de coalition. Depuis les élections législatives de 2005 qui ont été boycottées par les partis d'opposition, le Mouvement Cinquième République (MVR) s'est imposé comme la principale force politique du pays, détenant seul la majorité à l'Assemblée nationale. Le système politique vénézuélien connait depuis la bipolarisation, avec d'un côté le Parti socialiste unifié du Venezuela (PSUV), successeur du MVR, et de l'autre l'opposition formée par plusieurs partis de la gauche, du centre gauche, du centre droit et de la droite.

## Principaux partis politiques

### Soutiens du PrésidentHugo Chávez
- Parti socialiste unifié du Venezuela (PSUV), fondé par Hugo Chávez à partir du Mouvement Cinquième République (MVR).
- Parti communiste du Venezuela (Partido Comunista de Venezuela).

### Opposition
- Action démocratique, principal parti de l'opposition, membre de l'Internationale socialiste.
- Projet Venezuela, parti démocrate chrétien membre de l'Union démocrate internationale.
- Comité d'organisation politique électorale indépendante (COPEI), parti membre de l'Internationale démocrate centriste.
- Primero Justicia (justice d'abord), parti centriste membre consultatif de l'Organisation démocrate-chrétienne d'Amérique.
- Mouvement vers le Socialisme (MAS), parti social-démocrate, ancien soutien de Chávez. Membre consultatif de l'Internationale socialiste.
- Un nouveau temps, parti social-démocrate de Manuel Rosales, ex candidat à l'élection présidentielle de 2006. Membre consultatif de l'Internationale socialiste.
- Pour la social-démocratie (Por la Democracia Social, PODEMOS). Ancien soutien de Chávez, PODEMOS est membre de l'Internationale socialiste.

### Ambigüe
- Patria Para Todos (PPT, Patrie pour tous), parti d'inspiration socialiste. Important soutien de Chávez jusqu'au début de l'année 2010, le PPT a choisi de présenter des listes électorales indépendantes du PSUV pour les élections législatives du 26 septembre 2010[Passage à actualiser].